# Sleipner Varg
Slepiner Varg, född i början av 1800-talet, var en svensk valack som ägdes av Johan Henrik Wegelin. Sleipner Varg kunde springa en svensk mil på 17 1/2 minuter och var den förste "slädtravaren".